# Ribonucléotide-réductase
Une ribonucléotide-réductase (RNR) est une oxydoréductase qui catalyse les réactions :
1. ribonucléoside diphosphate + thiorédoxine réduite  {\displaystyle \rightleftharpoons }  2'-désoxyribonucléoside diphosphate + thiorédoxine oxydée + H2O (EC 1.17.4.1 et EC 1.17.4.2) ;
2. ribonucléoside triphosphate + thiorédoxine réduite  {\displaystyle \rightleftharpoons }  2'-désoxyribonucléoside triphosphate + thiorédoxine oxydée + H2O (EC 1.17.4.2).

Ces enzymes, qui utilisent du fer ou du cobalt comme cofacteurs, interviennent dans la production de novo de désoxyribonucléotides di- ou triphosphates à partir de ribonucléotides di- ou triphosphates, processus essentiel à la biosynthèse de l'ADN et à sa réparation. Elles catalysent l'étape limitante de la synthèse des désoxyribonucléotides phosphates et en contrôlent de ce fait la concentration cellulaire. Elles font par conséquent l'objet d'un ensemble complexes de régulations afin de préserver constant le rapport ADN / masse cellulaire au cours de la division cellulaire et de la réparation de l'ADN. Les ribonucléotides-réductases présentent la particularité d'avoir un fonctionnement catalytique fondé sur un mécanisme radicalaire,. Les substrats de la ribonucléotide diphosphate-réductase sont l'ADP, le GDP, le CDP et l'UDP ; c'est une autre enzyme, la thymidylate-kinase, qui synthétise le dTDP, par phosphorylation du dTMP et non par réduction du m5UDP.

## Classification
Les ribonucléotides-réductases sont rangées en trois classes, notées de I à III,. Ces classes catalysent toutes le même type de réactions mais diffèrent quant aux domaines protéiques qui génèrent le radical, au cation métallique du domaine métalloprotéique et au donneur d'électrons.
- Les RNR de classe I utilisent un cation de fer passant de l'état ferreux Fe2+ à ferrique Fe3+ pour produire un radical tyrosyle. La réduction des nucléotides diphosphates se déroule en conditions aérobies. Cette classe est subdivisée en classe IA et classe IB en fonction de leur mode de régulation : la classe IA est distribuée chez les eucaryotes, les bactéries et les virus, tandis que la classe IB se rencontre chez les bactéries ; les RNR de la classe IB peuvent également utiliser un radical produit par la stabilisation d'un centre de manganèse binucléaire.

- Les RNR de classe II génèrent le radical à l'aide de 5’-désoxyadénosylcobalamine (coenzyme B12, l'une des formes actives de la vitamine B12) et ont une structure plus simples que celles des autres classes. La réduction des nucléotides di- ou triphosphates peut se dérouler en conditions aérobies ou anaérobies. Cette classe est distribuée chez les archées, les bactéries et les bactériophages.

- Les RNR de classe III utilisent un radical glycyle produit à l'aide de S-adénosylméthionine et d'un centre Fe-S. La réduction des nucléotides triphosphates se déroule en conditions anaérobies exclusivement. Cette classe est distribuée chez les archées, les bactéries et les bactériophages.

Une cellule peut posséder plusieurs classes de ribonucléotide-réductases, à l'instar d'E. coli qui est pourvue de RNR à la fois de classe I et de classe III.

## Structure des ribonucléotides-réductases de classe I
Les ribonucléotides-réductases de classe I sont constituées de deux grandes sous-unités RNR1 et deux petites sous-unités RNR2 qui s'assemblent pour former un tétramère hétérodimérique. Chez l'humain, la sous-unité RNR1 est codée par le gène RRM1 tandis que la sous-unité RNR2 est codée par deux isoformes, RNR2 et RNR2B. Chaque sous unité RNR1 contient trois domaines : un domaine essentiellement hélicoïdal comprenant les 220 résidus N-terminaux, un grand domaine comprenant 480 résidus arrangés en hélices α et tonneaux β à dix brins et un petit domaine comprenant 70 résidus arrangés en structure α/β à cinq brins. Dans la base de données Pfam, le deuxième domaine est lui-même interprété comme constitué de deux sous-domaines : une région N-terminale entièrement constituée d'hélices α et une région C-terminale plus longue ayant une structure en tonneau β.